# De wraak van Tijl
De wraak van Tijl is een  stripverhaal uit de reeks van Jerom, uitgegeven door de Standaard Uitgeverij in 1988.

## Locaties
- Huis van Jerom, molen, stoffenhandel, Gent, bos, herberg, kasteel

## Personages
- Jerom, Dolly, Astrotol, Boskop, Femke, Tijl Uilenspiegel, Lamme Goedzak, stoffenhandelaar, molenaarsvrouw, rabauwen, tovenaar Botterik, weerman, pestmannetjes, inwoners van Gent, graaf Filips, dochter van de graaf

## Het verhaal
Astrotol wil een schilderij van Dolly schoon-toveren, maar de figuren verdwijnen. Ze blijken voor de deur van het huisje te staan. Het zijn Lamme Goedzak en Tijl Uilenspiegel en ze vertellen dat ze door magie in het schilderij terecht zijn gekomen. Een boze tovenaar was de raadsman van graaf Filips en hij had een slechte invloed op hem. Zo werden bijvoorbeeld bier en worst steeds duurder. De vrienden besluiten te helpen en Astrotol tovert iedereen naar het verleden. Boskop en Femke komen later thuis en vinden het heerlijk geen volwassenen in de buurt te hebben, ze pakken lekkers en kijken tv. 
In het verleden komen de vrienden in aanraking met pestkoppen, deze zijn door de tovenaar op hen afgestuurd. Het lukt Jerom met wat water te winnen van deze kleine mannetjes. In een bos ontmoeten ze rabauwen. Ook deze mannen zijn door de tovenaar op de vrienden afgestuurd, maar opnieuw lukt het om te winnen. Als laatste stuurt de tovenaar een weerman op de vrienden af, maar het lukt ook deze figuur niet om hen te verslaan. Jerom hoort van de weerman dat hij zijn leven wil beteren en hij besluit de vrienden te helpen. De vrienden komen in Gent en ze merken dat de bevolking onder druk staat van de enorme belastingen die geheven worden. In een herberg smeden ze een plan. 
Inmiddels heeft de graaf door dat de tovenaar hem met slaapdrank onder controle heeft geholpen. Door een list drinkt hij het drankje niet en de weerman valt dan het kasteel aan. Jerom krijgt de pestkoppen en de rabauwen ook aan zijn kant. Tijl Uilenspiegel klimt naar binnen en gezamenlijk lukt het om de tovenaar te verslaan. In Gent wordt feest gevierd en de weerman, de pestkoppen en de rabauwen verdwijnen in het niets. Astrotol tovert zichzelf en Dolly en Jerom naar huis. De kinderen zien ze aankomen en ruimen snel de etensresten op en doen de tv uit.